# Kościół św. Jerzego w Pilicy
Kościół świętego Jerzego – rzymskokatolicki kościół filialny należący do parafii św. Jana Chrzciciela i św. Jana Ewangelisty w Pilicy.
Jest to dawna świątynia szpitalna. Budowla została wzniesiona w 1630 roku przez księcia Jerzego Zbaraskiego. Wewnątrz kościoła znajdują się ambona w stylu późnobarokowym i ołtarz ozdobiony obrazem Najświętszej Maryi Panny.
Świątynia jest prostym małym budynkiem sakralnym. Została zbudowana w stylu barokowym. Posiada trzy okna od strony południowej i czwarte okrągłe umieszczone za ołtarzem. Główny ołtarz jest ozdobiony kolumnami i pilastrami. Przy północnej ściance jest umieszczona ambonka.
Kościół został zbudowany w I połowie XVII wieku, ale swój obecny kształt otrzymał po przebudowie wykonanej w II połowie XIX wieku po pożarze.
Budowla jest murowana.
Jedyną mszę w roku odprawia się w tym kościele w dniu św. Jerzego – 23 kwietnia.